# Isola Cook
L'isola Cook  è l'isola centrale dell'arcipelago delle Thule meridionali, nelle Isole Sandwich Australi. Le isole Thule meridionali furono scoperte da una spedizione britannica condotta dal Capitano James Cook nel 1775. L'isola fu intitolata a Cook dalla spedizione Russa condotta da Bellingshausen, che esplorò le Isole Sandwich Australi nel 1819-20.